# مقتل مايكل براون
مقتل مايكل براون هي حادثة وقعت في 9 أغسطس 2014 في فيرغسون (ميزوري) في الولايات المتحدة الأمريكية. مايكل براون هو شاب أمريكي من أصول إفريقية (18 سنة) وقد توفي بعد إطلاق النار عليه 6 مرات على الأقل من قِبل ضابط شرطة يسمى «دارن ويلسون» وهو أبيض البشرة.
وأفادت معلومات من دائرة الشرطة في فيرغسن بأن مايكل براون سرق علبة سيجار قيمتها 49$ من متجر قبل ان يطلق عنصر الشرطة النار عليه ويقتله في الساعة (12:01 ظهراً). وفي رواية أخرى قال قائد شرطة فيرغسن توماس جاكسون أن أول إتصال بين الشرطي وبراون لم يكن له أي علاقة بعملية السرقة وأوضح أن ويلسون الذي كان في سيارة للشرطة أوقف براون لأنه كان يسير في الشارع ويوقف السيارات، لتحصل بعدها مشادة كلامية بين الشرطي وبراون أدت لاعتداء براون على الشرطي ثم فراره ليلاحقه الشرطي ويطلق النار.

## تحاليل الطب الشرعي
وأثبت تشريح جثة براون إصابته بست رصاصات منها إثنتان في رأسه. وقال خبير الطب الشرعي مايكل بادن إن «الشاب أصيب بست رصاصات وقد اخترقت إحداها الجزء العلوي من الجمجمة، واستقرت رصاصة أخرى فوق الحاجب الأيمن بينما طالت الرصاصات الأربع الأخرى الذراع الأيمن»

## إحتجاجات
وشهدت مدينة فيرغسون بولاية ميزوري احتجاجات عارمة. وتضامنا مع سكانها بدأت تحركات احتجاجية مماثلة في المدن الأمريكية الكبرى، وعلى رأسها نيويورك وشيكاغو والعاصمة واشنطن. وكان الشاب الأسود الأعزل مايكل براون (18 عاما) قد قتل وضح النهار على يد ضابط شرطة دارين ولسون في فيرغسون بضواحي مدينة سانت لويس في 9 أغسطس/آب 2014، وذلك بعد خروجه من مخزن للمشروبات الروحية حيث اتهم بسرقة علبة سيجار.
وتجدر الإشارة إلى أن براون لم يحاكم ولم يحتجز من قبل الشرطة قبل مقتله.
ورغم أن نسبة السود في هذه المدينة، التي يقطنها21 ألف نسمة، تصل إلى 70% تقريبا إلا أن شرطة فيرغسون لاتضم سوى ثلاثة أفراد منهم مقابل 50 فردا أبيض.
وكانت الشرطة تتكتم لفترة طويلة على هوية الضابط، فيما أكد شهود عيان من البداية أنه كان أبيض.
وأشارت نتائج الفحص الأولي حينها إلى عدم العثور على آثار بارود على جثة براون، أي أنه قتل بعد إطلاق النار عليه عن بعد. كما تدل آثار الطلقات النارية على جثته على أنه كان يواجه قاتله ويلسون وجها للوجه. وأثار هذا الحادث غضب سكان المدينة وأدى إلى احتجاجات ومواجهات مع الشرطة.
ودعا الرئيس الأمريكي باراك أوباما في 14 أغسطس/آب إلى «السلام والهدوء» في فيرغسون قبل أن يقرر محافظ ميزوري جاي نيكسون في 18 من الشهر نفسه نشر الحرس الوطني في المنطقة.
ودفعت الاحتجاجات الإدارة الأمريكية إلى التفكير في إعادة النظر في الأسلحة التي تستخدمها الشرطة الأمريكية وسن قوانين فيدرالية من أجل تخفيف تسليح الشرطة الأمريكية، وإعادة النظر في القوانين التي سنت بعد 11 سبتمبر 2001، ومُنحت الشرطة الأمريكية صلاحيات واسعة في مواجهة خطر الإرهاب.
شارك آلاف الأمريكيين في 25 أغسطس/آب في جنازة مايكل براون، وأرسل الرئيس الأمريكي باراك أوباما 3 ممثلين عن البيت الأبيض لحضور مراسم دفن الشاب الأسود. وتظاهر مئات الأمريكيين أواخر أغسطس/آب في واشنطن ونيويورك ومدن أخرى احتجاجا على مقتل براون وغيره على يد الشرطة.
ورفع المتظاهرن لافتات كتب عليها: «نتضامن مع سكان فيرغسون» و«أوقفوا الإرهابي الشرطي العنصري» و«العدالة لمايكل براون» و«الشرطة في هذه الدولة لا يجب أن تقتل مواطنا أسود كل 48 ساعة» و«الشرطة المسلحة تضمن الاستبداد». كما هتف المتظاهرون: «حياة السود ليست رخيصة»، «لا عدالة، لا سلام» و«نرفع أيدينا.. لا تطلقوا النار».
واستمرت احتجاجات واسعة واشتباكات عنيفة ضد عنف الشرطة والتمييز العنصري وللمطالبة بتطبيق العدالة في الولايات المتحدة في فيرغسون وغيرها من المدن خلال الأشهر الماضية، ما دفع وزير العدل الأمريكي إريك هولدر لتقديم استقالته.
والجدير بالذكر أن هولدر من جهته كان عام 2008 أول رجل أسود يتبوأ هذا المنصب.
وفي 11 أكتوبر/تشرين الأول تجددت الاحتجاجات في ولاية ميسوري الأمريكية ضد التمييز العنصري والعنف المسلط من قبل الشرطة، حيث خرج نحو 5 آلاف إلى شوارع مدينة سانت لويس.
وفي فيرغسون شارك عدة آلاف في الاحتجاجات في 13 أكتوبر/تشرين الأول، وتم احتجاز 42 شخصا بتهمة خرق النظام العام، و6 آخرين على خلفية سد الطرقات ورفض الامتثال لأوامر الشرطة بالتفرق.